# Steven Fletcher
Steven Fletcher (ur. 26 marca 1987 w Shrewsbury) – szkocki piłkarz występujący na pozycji napastnika w angielskim klubie Sheffield Wednesday oraz w reprezentacji Szkocji.

## Kariera
W Hibernianie debiutował w sezonie 2003/2004, w wygranym przez jego zespół meczu z Kilmarnock 3:0. W następnym sezonie wystąpił w 26 meczach i strzelił 5 bramek.
W 2005 roku debiutował w reprezentacji Szkocji U-21.
W sezonie 2005/2006 strzelił dwa gole przeciwko zespołowi Kilmarnock w Pucharze Intertoto, a jego zespół wygrał ostatecznie 5:0.
Piłkarz został królem strzelców na Mistrzostwach Europy U-19 rozgrywanych w 2006 roku w Szkocji. Jego reprezentacja doszła do finału rozgrywek, gdzie przegrała z Hiszpanią. Piłkarz uczestniczył w Mistrzostwach Świata U-20 w piłce nożnej 2007, rozgrywanych na boiskach w Kanadzie.
W czerwcu 2009 podpisał kontrakt z Burnley.
W czerwcu 2010 przeszedł za 7,5 mln funtów do Wolverhampton Wanderers. To jest rekord transferowy tego klubu.
28 sierpnia 2012 roku podpisał czteroletni kontrakt z Sunderland. Kwoty transferu nie ujawniono, lecz jest ona rekordem klubu.